# 127935 Reedmckenna
127935 Reedmckenna este o planetă minoră (asteroid) din centura de asteroizi. A fost descoperită pe 21 aprilie 2003 la Catalina Station⁠(d) de Catalina Sky Survey. 
Obiectul prezintă o orbită caracterizată de o semiaxă mare de 2,5814214974856 UAi, o excentricitate de 0,26, o înclinație de 4,8 ° în raport cu ecliptica.